# 君といつまでも (漫画)
『君といつまでも』（きみといつまでも）は光文社で単行本が出版された山本直樹の青年漫画作品。

## 収録
- 君といつまでも

1. 監禁男
2. 人喰い女
3. スナップ
4. 静美
5. 人喰い女の夢
6. おしまい

- 眠り姫

1. その一
2. その二
3. その三

## 単行本
全1巻 。
- 1994年5月31日発行 ISBN 4-33480-223-0

## オリジナルビデオ
『君といつまでも』は、1995年に？よりリリースされた日本のオリジナルビデオ映画。